# Spoorbrug Oosterbeek
De Spoorbrug Oosterbeek over de Nederrijn bij Arnhem maakt deel uit van de Spoorlijn Arnhem - Nijmegen. De brug bestaat uit vijf aanbruggen aan de noordzijde, een boogbrug over de rivier en een aanbrug aan de zuidzijde. De aanbruggen zijn allemaal 56 meter lang en de hoofdoverspanning bedraagt 132 meter. Aan de noordzijde van de rivier loopt de spoorlijn langs de gemeentegrens door de Rosandepolder, aan de zuidzijde vormt deze de scheiding tussen de wijken Elderveld en De Laar aan de oostkant en Schuytgraaf aan de westkant.

## Historie
De huidige brug is de vijfde versie. De eerste spoorbrug werd gebouwd in 1879 naar een ontwerp van ir. J.G. van den Bergh en had meerdere bogen en een extra pijler in de rivier. Op 10 mei 1940 werd de brug tijdens de Duitse aanval opgeblazen, en op 19 november werd de verwoeste brug door de Duitse bezetters vervangen door een brug uit Zaltbommel. Omdat deze maar uit één baan bestond verrezen aan beide kanten van de brug seinhokjes van waaruit het treinverkeer werd geregeld. Tijdens de Slag om Arnhem werd de brug echter weer verwoest, en daarna vervangen door een tijdelijke brug uit Dordrecht. In 1952 werd die vervangen door de definitieve brug zoals deze er nu nog staat.

## Renovatie / verlenging
In 2004 is het brugdek vervangen door onder andere hogere belasting en vermoeiingsscheurtjes. De nieuwe rijvloer is stiller dan de oude, waardoor de geluidsproductie 7 dBA lager werd. Ook werden de aanbruggen langer gemaakt, een gedeelte van de aardebanen werd vervangen door bruggen zodat de rivier breder kon stromen bij hoog water. De nieuwe aanbruggen, aan de noordzijde van de brug, bestaan uit zeven staalbetonbruggen bestaande uit een stalen vakwerk (met gegoten knopen) en een betonnen dek, naar ontwerp van architect Jos van den Hende (Movares). Ook de nieuwe aanbruggen zorgen niet voor meer geluidsproductie dan het spoor dat er daarvoor lag.

## Afbeeldingen

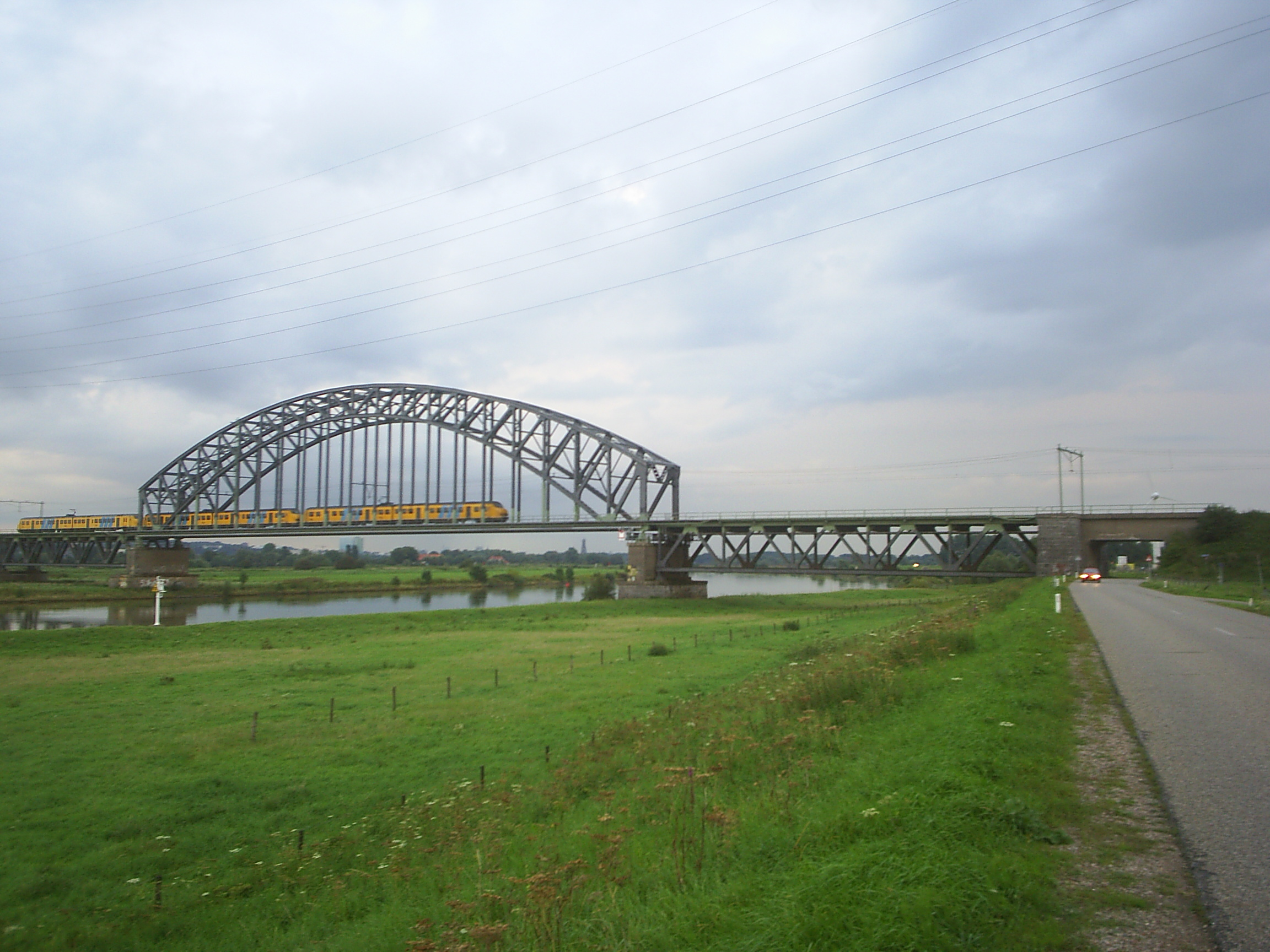
Brug inclusief aanbruggen (2007)
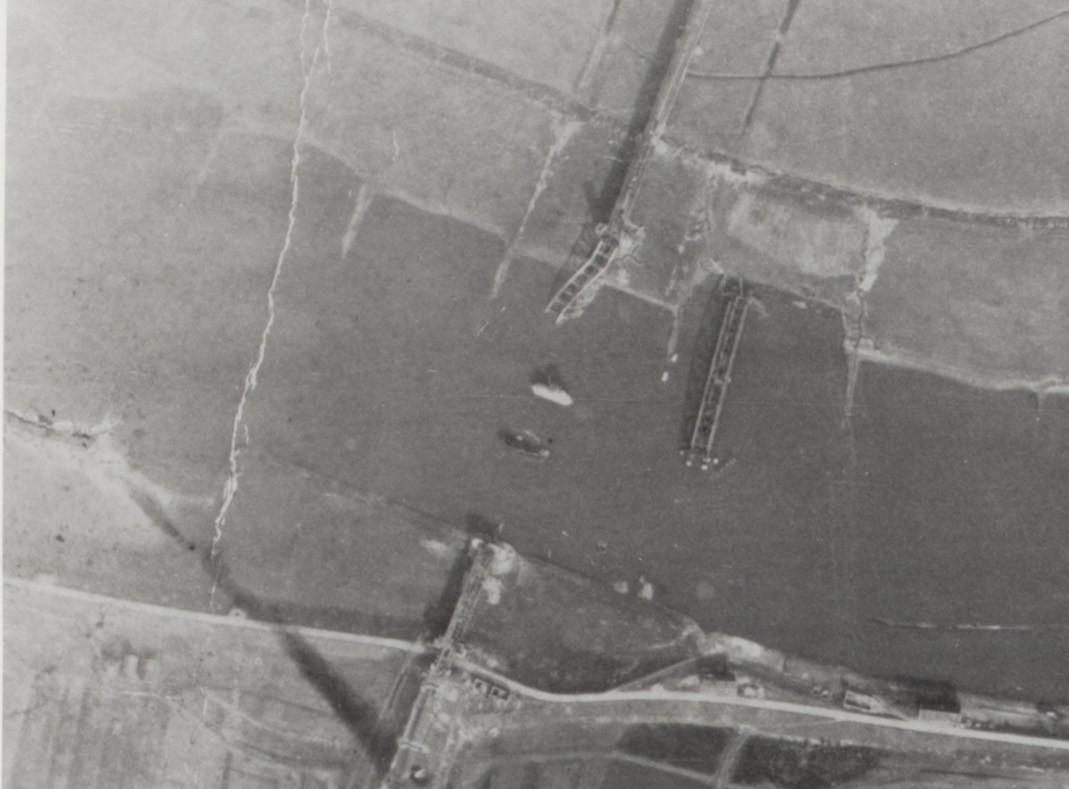
Zwaar beschadigde brug in maart 1945
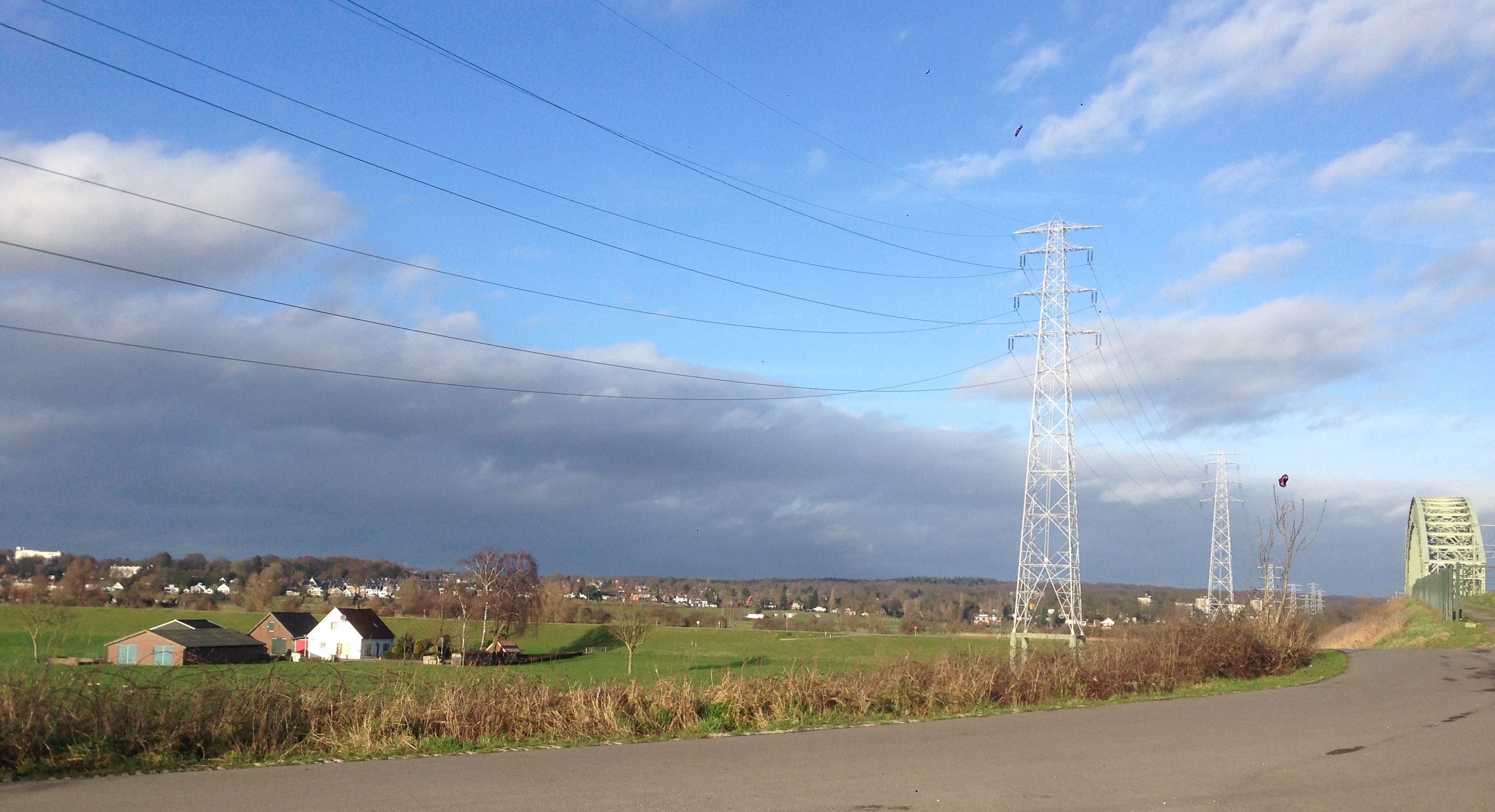
Plek waar de geallieerden de Rijn probeerden over te steken (op de achtergrond is Oosterbeek te zien)
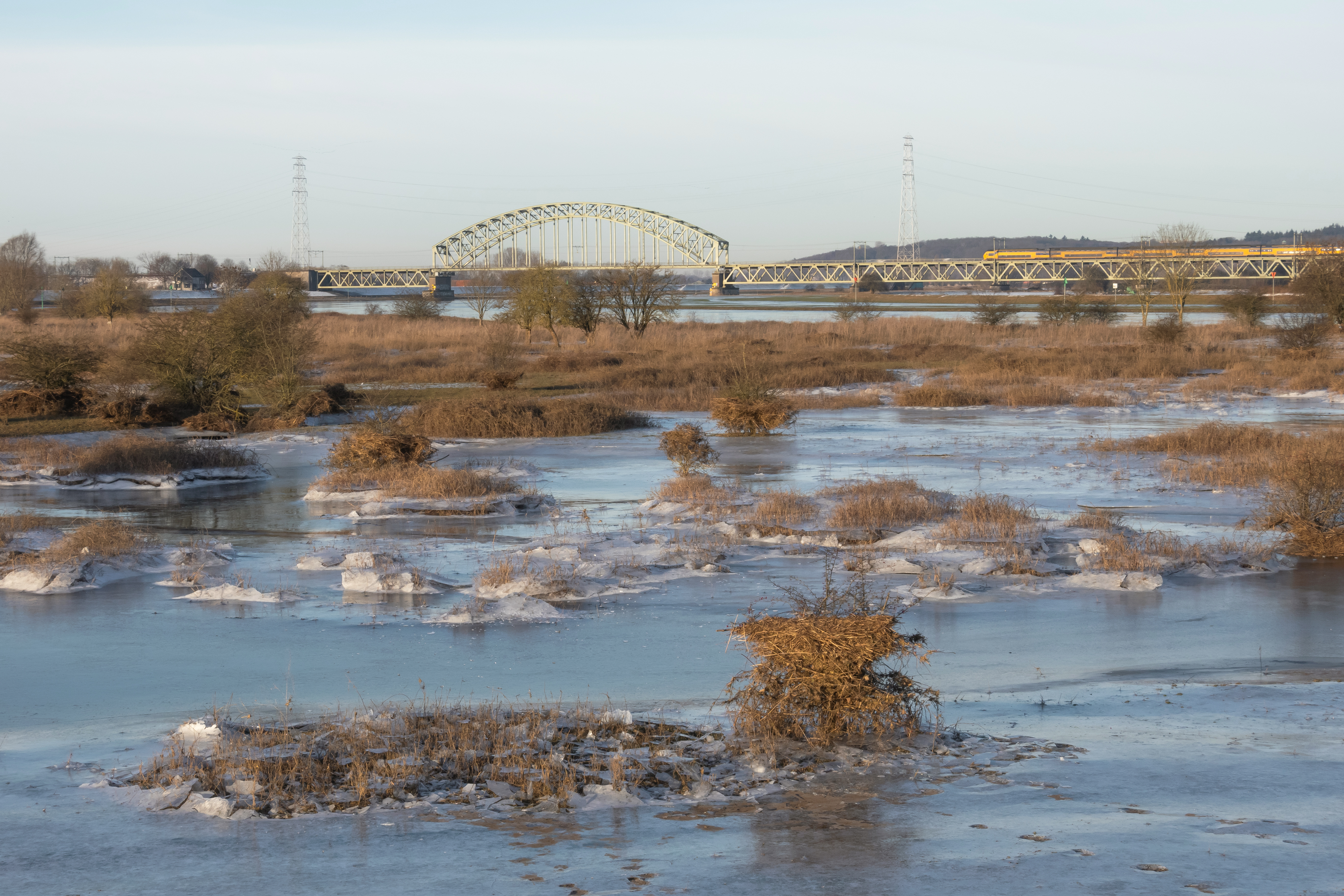
Spoorbrug tijdens hoogwater en ijs
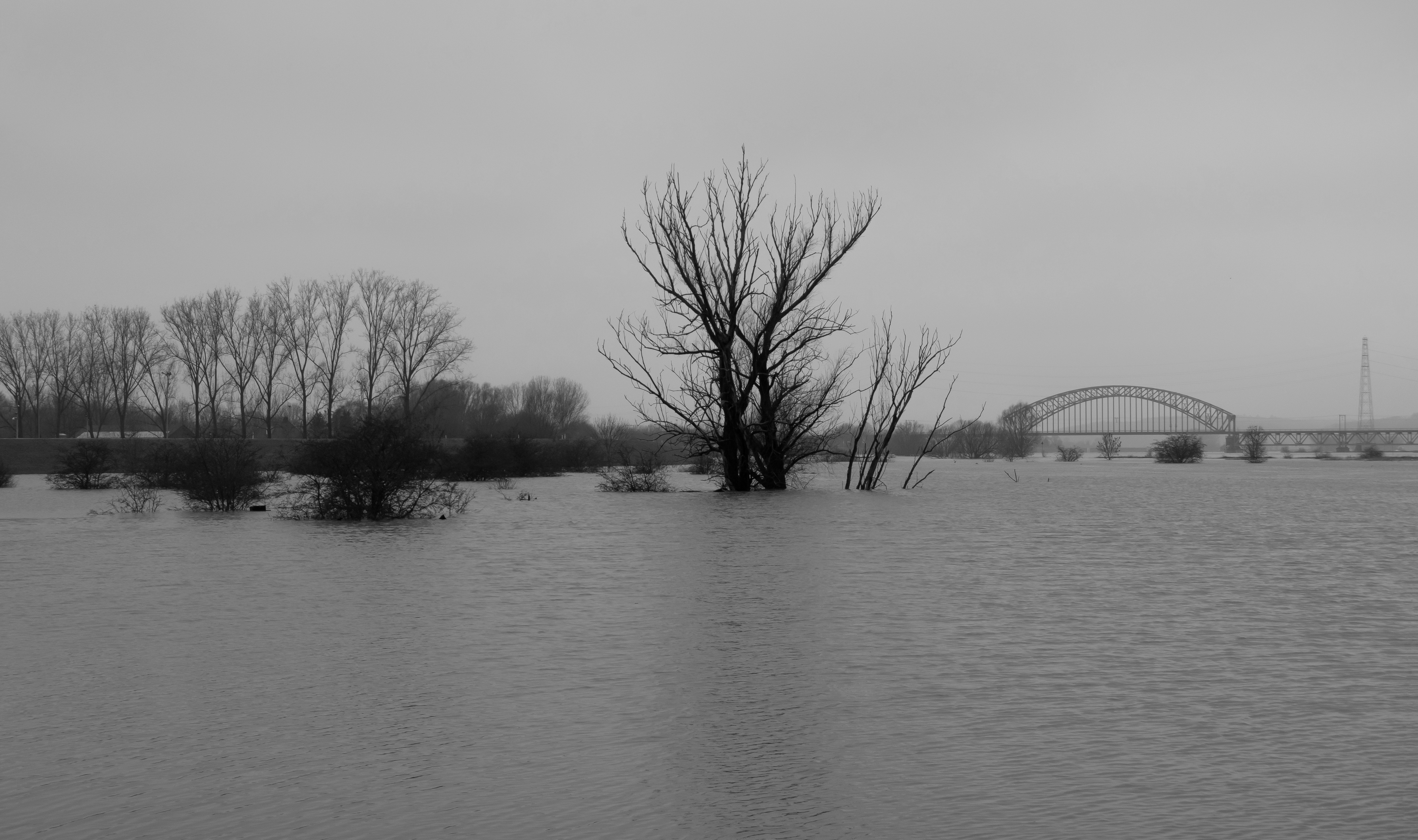
Spoorbrug tijdens hoogwater
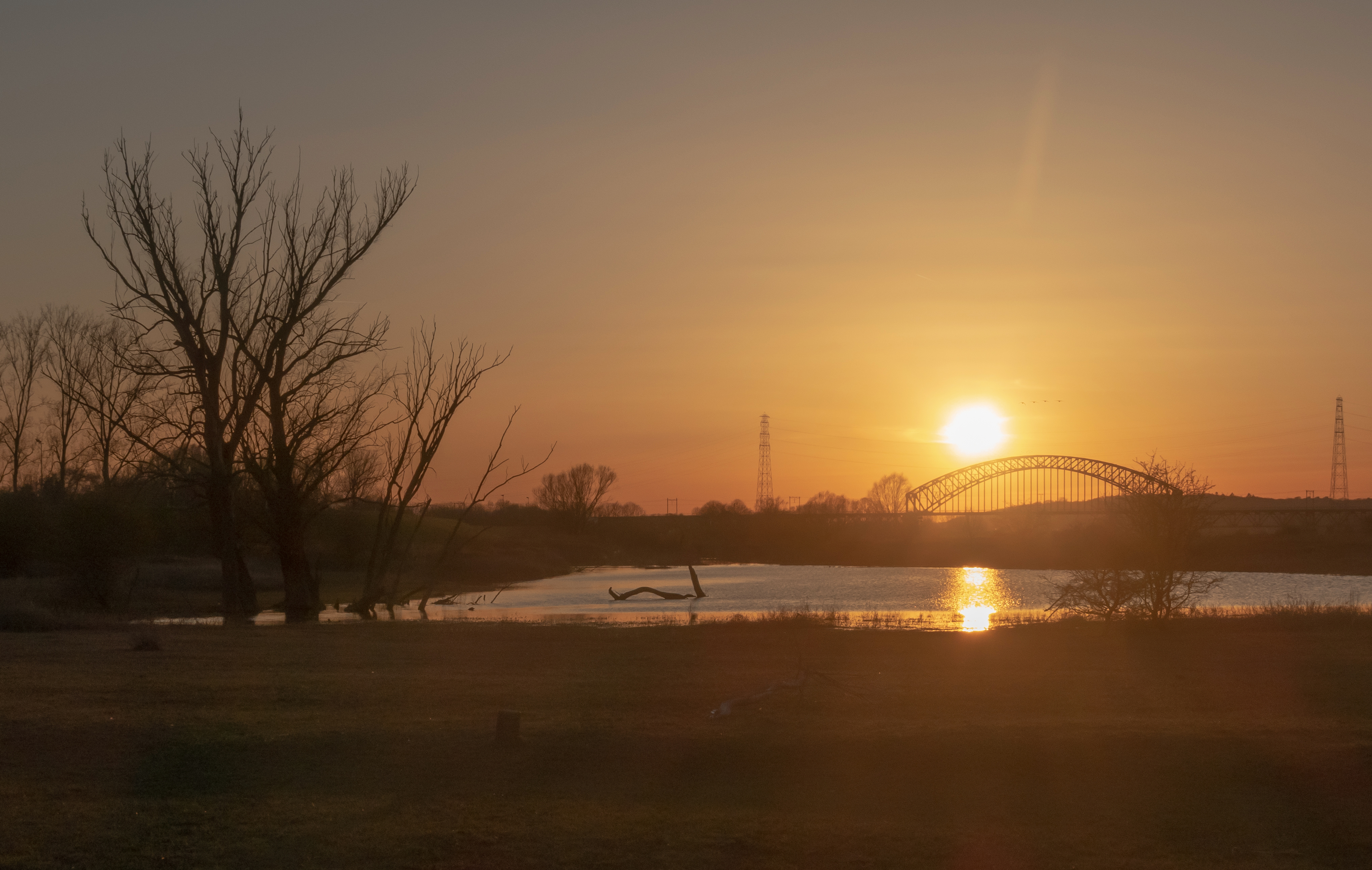
Spoorbrug bij zonsondergang